# Robert Kondo
Robert Kondo ist ein Animator und Filmemacher von Animationsfilmen, der bei der Oscarverleihung 2015 für seine Arbeit bei The Dam Keeper zusammen mit Dice Tsutsumi für den Oscar in der Kategorie Bester animierter Kurzfilm nominiert war. Außerdem wurden die beiden für den Film auf verschiedenen Festivals ausgezeichnet. Kondo ist ein ehemaliger Artdirector der Pixar Animation Studios. Er wurde in Südkalifornien geboren und studierte Illustration am Art Center College of Design in Pasadena, Kalifornien. Nach seinem Abschluss 2002 arbeitete er bei den ehemaligen Angel Studios, bevor er bei Pixar einstieg. 2014 gründete Kondo zusammen mit Tsutsumi das Filmstudio Tonko House.

## Filmographie
- 2007: Ratatouille (Artdirector)
- 2011: Sketchtravel (Kurzfilm, Animator)
- 2012: Kinect Rush: A Disney Pixar Adventure – Snapshot (Videospiel, Artdirector)
- 2013: Die Monster Uni (Artdirector)
- 2014: The Dam Keeper (Kurzfilm, Regisseur, Drehbuchautor)
- 2014: Party Central (Kurzfilm, Produktionsdesigner)